# Radja Nikolajewna Jeroschina
Radja Nikolajewna Jeroschina (russisch Радья Николаевна Ерошина; * 17. September 1930 in Ischewsk; † 23. September 2012) war eine sowjetische Skilangläuferin.

## Werdegang
Jeroschina, die für die Lokomotive Moskau startete, trat international erstmals bei den Olympischen Winterspielen 1956 in Cortina d’Ampezzo an. Dort gewann sie über 10 km und mit der Staffel jeweils die Silbermedaille. Im folgenden Jahr gewann sie bei den Lahti Ski Games den 10-km-Lauf. Bei den nordischen Skiweltmeisterschaften 1958 in Lahti belegte sie den vierten Platz über 10 km und holte mit der Staffel die Goldmedaille. Im selben Jahr siegte sie im 10 km-Lauf beim Holmenkollen Skifestival. Bei den Olympischen Winterspielen 1960 in Squaw Valley gewann sie die Bronzemedaille über 10 km und die Silbermedaille mit der Staffel. Zwei Jahre später holte sie bei den nordischen Skiweltmeisterschaften 1962 in Zakopane Bronze über 10 km.
Bei sowjetischen Meisterschaften wurde sie Meisterin über 5 km (1957, 1959) und über 10 km (1955, 1957).